# Bologna Football Club 1970-1971
Questa voce raccoglie le informazioni riguardanti il Bologna Football Club nelle competizioni ufficiali della stagione 1970-1971.

## Stagione
Nella stagione 1970-1971 il Bologna disputa il campionato di Serie A, con 34 punti ottiene il quinto posto, lo scudetto è stato vinto dall'Inter con 46 punti davanti al Milan con 42 punti. Retrocedono il Foggia con 25 punti, la Lazio con 22 punti ed il Catania con 21 punti.
Sulla panchina rossoblù viene confermato allenatore Edmondo Fabbri. Durante il calciomercato estivo vengono ingaggiati Francesco Liguori dalla Ternana, Francesco Rizzo dalla Fiorentina e Adriano Fedele dall'Udinese. Discreto il cammino in campionato, dove il Bologna arriva ad occupare anche la terza posizione, in virtù delle prime nove giornate senza subire sconfitte. Poi una lunga serie di pareggi (fra cui 5 0-0 consecutivi fra la 23ª e la 27ª giornata, eguagliando il record del Genoa nella stagione 1963-1964) allontanano i felsinei dalle zone nobili della classifica. Nel corso della stagione da segnalare il grave infortunio subito da Francesco Liguori, che riesce a giocare solo una dozzina di partite. Con 18 reti Giuseppe Savoldi è il miglior marcatore stagionale, di cui 15 in campionato e 2 in Coppa Italia e uno in Coppa delle Coppe.
Il cammino nelle coppe si interrompe presto. In Coppa Italia Il Bologna si piazza al secondo posto nel girone dietro al Cesena e davanti a Modena e a L.R. Vicenza e chiude così il suo cammino. Anche in Europa il Bologna esce al primo turno di Coppa delle Coppe nel doppio confronto con i tedeschi del Vorwärts Berlino grazie a due pareggi di cui uno solo - quello casalingo - con reti.
Dalla Coppa di Lega Italo-Inglese trofeo disputato tra chi vince la Coppa Italia e la Coppa di Lega inglese, arriva invece la maggiore soddisfazione della stagione, con il Bologna che batte il Manchester City nel doppio confronto, dopo essersi imposta (1-0) nella partita casalinga ha pareggiato (2-2) a Manchester. Nella Coppa Anglo-Italiana la squadra rossoblù risultava la migliore delle italiane e nella finale, giocata a Bologna il 12 giugno 1971, veniva superata dal Blackpool (2-1) migliore delle inglesi, che vinceva il trofeo.

## Divise
Durante la stagione vennero indossate le divise tradizionali a righe verticali rossoblù con pantaloncini bianchi in casa e bianca con fascia trasversale rossoblù in trasferta, impreziosite dalla coccarda della Coppa Italia vinta l'anno precedente.
| Casa | Trasferta | Terza divisa | 1ª portiere | 2ª portiere |

## Rosa
| N. |                   | Ruolo | Calciatore         |
| -- | ----------------- | ----- | ------------------ |
|    | Italia (bandiera) | P     | Giuseppe Vavassori |
|    | Italia (bandiera) | P     | Amos Adani         |
|    | Italia (bandiera) | D     | Tazio Roversi      |
|    | Italia (bandiera) | D     | Adriano Fedele     |
|    | Italia (bandiera) | D     | Roberto Prini      |
|    | Italia (bandiera) | D     | Mario Ardizzon     |
|    | Italia (bandiera) | D     | Francesco Janich   |
|    | Italia (bandiera) | D     | Franco Cresci      |
|    | Italia (bandiera) | D     | Franco Battisodo   |

| N. |                   | Ruolo | Calciatore                    |
| -- | ----------------- | ----- | ----------------------------- |
|    | Italia (bandiera) | C     | Ivan Gregori                  |
|    | Italia (bandiera) | C     | Francesco Rizzo               |
|    | Italia (bandiera) | C     | Giacomo Bulgarelli (capitano) |
|    | Italia (bandiera) | C     | Francesco Liguori             |
|    | Italia (bandiera) | C     | Marino Perani                 |
|    | Italia (bandiera) | A     | Giuseppe Savoldi              |
|    | Italia (bandiera) | A     | Bruno Pace                    |
|    | Italia (bandiera) | A     | Augusto Scala                 |
|    | Italia (bandiera) | A     | Giovanni Vastola              |

## Risultati

### Serie A

#### Girone di andata
| Arbitro: | Bernardis (Roma) |

|                            |           |  |
| Savoldi 68’, 73’ Rizzo 87’ | Marcatori |  |

| Torino 4 ottobre 1970 2ª giornata | Juventus         | 0 – 0 | Bologna | Stadio Comunale\| Arbitro: \| Sbardella (Roma) \| |
| Arbitro:                          | Sbardella (Roma) |       |         |                                                   |

| Arbitro: | Gonella (Torino) |

|                  |           |                              |
| Savoldi 26’, 76’ | Marcatori | 49’ Facchetti 71’ Frustalupi |

| Arbitro: | Francescon (Padova) |

|              |           |            |
| Garzelli 60’ | Marcatori | 23’ Fedele |

| Arbitro: | Trono (Torino) |

|                  |           |  |
| Savoldi 30’, 42’ | Marcatori |  |

| Varese 15 novembre 1970 6ª giornata | Varese          | 0 – 0 | Bologna | Stadio Franco Ossola\| Arbitro: \| Giunti (Arezzo) \| |
| Arbitro:                            | Giunti (Arezzo) |       |         |                                                       |

| Arbitro: | Vacchini (Milano) |

|             |           |           |
| Vastola 64’ | Marcatori | 35’ Fotia |

| Arbitro: | Bernardis (Roma) |

|                     |           |                      |
| De Sisti 37’ (rig.) | Marcatori | 7’ Rizzo 46’ Savoldi |

| Arbitro: | Acernese (Roma) |

|                                   |           |  |
| Bulgarelli 45’ (rig.) Savoldi 90’ | Marcatori |  |

| Arbitro: | Gonella (Torino) |

|                     |           |             |
| Domenghini 40’, 56’ | Marcatori | 60’ Savoldi |

| Arbitro: | Angonese (Mestre) |

|                     |           |             |
| Amarildo 53’ (rig.) | Marcatori | 40’ Savoldi |

| Arbitro: | Monti (Ancona) |

|                                   |           |                             |
| Savoldi 42’ Bulgarelli 56’ (rig.) | Marcatori | 18’ Bergamaschi 33’ Clerici |

| Arbitro: | Bernardis (Roma) |

|                       |           |             |
| Prati 20’ Rognoni 53’ | Marcatori | 68’ Savoldi |

| Arbitro: | Angonese (Mestre) |

|                    |           |  |
| Zurlini 42’ (aut.) | Marcatori |  |

| Arbitro: | Lo Bello (Siracusa) |

|         |           |  |
| Bui 37’ | Marcatori |  |

#### Girone di ritorno
| Vicenza 31 gennaio 1971 16ª giornata | Lanerossi Vicenza | 0 – 0 | Bologna | Stadio Romeo Menti\| Arbitro: \| Lattanzi (Roma) \| |
| Arbitro:                             | Lattanzi (Roma)   |       |         |                                                     |

| Arbitro: | Mascali (Desenzano del Garda) |

|            |           |  |
| Perani 61’ | Marcatori |  |

| Arbitro: | Angonese (Mestre) |

|                |           |  |
| Boninsegna 60’ | Marcatori |  |

| Arbitro: | Gussoni (Tradate) |

|            |           |                  |
| Vastola 6’ | Marcatori | 17’ 37’ Saltutti |

| Arbitro: | Porcelli (Lodi) |

|                        |           |                                |
| Tomy 49’ Chinaglia 53’ | Marcatori | 75’ (rig.) Savoldi 87’ Gregori |

| Arbitro: | Lattanzi (Roma) |

|                    |           |  |
| Savoldi 45’ (rig.) | Marcatori |  |

| Arbitro: | Carminati (Milano) |

|                   |           |                       |
| Suárez 88’ (rig.) | Marcatori | 42’ Perani 83’ Fedele |

| Bologna 28 marzo 1971 23ª giornata | Bologna        | 0 – 0 | Fiorentina | Stadio Comunale\| Arbitro: \| Pieroni (Roma) \| |
| Arbitro:                           | Pieroni (Roma) |       |            |                                                 |

| Catania 4 aprile 1971 24ª giornata | Catania          | 0 – 0 | Bologna | Stadio Cibali\| Arbitro: \| Gonella (Torino) \| |
| Arbitro:                           | Gonella (Torino) |       |         |                                                 |

| Bologna 11 aprile 1971 25ª giornata | Bologna            | 0 – 0 | Cagliari | Stadio Comunale\| Arbitro: \| Cantelli (Firenze) \| |
| Arbitro:                            | Cantelli (Firenze) |       |          |                                                     |

| Bologna 18 aprile 1971 26ª giornata | Bologna           | 0 – 0 | Roma | Stadio Comunale\| Arbitro: \| Vacchini (Milano) \| |
| Arbitro:                            | Vacchini (Milano) |       |      |                                                    |

| Verona 25 aprile 1971 27ª giornata | Verona             | 0 – 0 | Bologna | Stadio Marcantonio Bentegodi\| Arbitro: \| Carminati (Milano) \| |
| Arbitro:                           | Carminati (Milano) |       |         |                                                                  |

| Arbitro: | Toselli (Cormons) |

|                                          |           |               |
| Fedele 44’ Rosato 76’ (aut.) Savoldi 78’ | Marcatori | 7’, 28’ Villa |

| Arbitro: | Ciacci (Firenze) |

|                                            |           |  |
| Improta 8’ (rig.) Altafini 10’ Bianchi 66’ | Marcatori |  |

| Arbitro: | Casarin (Milano) |

|          |           |  |
| Pace 87’ | Marcatori |  |

### Coppa Italia
| Bologna 29 agosto 1970 1ª giornata | Bologna         | 0 – 0 | Cesena | Stadio Comunale\| Arbitro: \| Giunti (Arezzo) \| |
| Arbitro:                           | Giunti (Arezzo) |       |        |                                                  |

| Arbitro: | Picasso (Chiavari) |

|             |           |  |
| Merighi 64’ | Marcatori |  |

| Arbitro: | Gussoni (Tradate) |

|              |           |                                     |
| Maraschi 38’ | Marcatori | 21’, 88’ Savoldi 53’ (rig.) Vastola |

### Coppa delle Coppe
| Berlino 16 settembre 1970 Sedicesimi di finale – Andata | Vorwärts Berlino | 0 – 0 | Bologna | Friedrich-Ludwig-Jahn-Sportpark\| Arbitro: \| Bogaerts \| |
| Arbitro:                                                | Bogaerts         |       |         |                                                           |

| Arbitro: | Helis |

|              |           |              |
| Savoldi 106’ | Marcatori | 112’ Begerad |

### Coppa di Lega Italo-Inglese
| Arbitro: | Smith |

|          |           |  |
| Rizzo 4’ | Marcatori |  |

| Arbitro: | Angonese |

|                    |           |                        |
| Lee 25’ Heslop 75’ | Marcatori | 16’ Perani 73’ Savoldi |

### Coppa Anglo-Italiana

#### Fase a gironi
| Arbitro: | Angonese |

|                     |           |                     |
| Noble 12’ Gough 61’ | Marcatori | 26’ Rizzo 82’ Prini |

| Arbitro: | Francescon |

|                      |           |                                 |
| Cherry 61’ Smith 76’ | Marcatori | 17’ Savoldi 62’, 65’ Bulgarelli |

| Arbitro: | Thomas |

|                                     |           |           |
| Bulgarelli 36’ Rizzo 67’ Cresci 90’ | Marcatori | 76’ Noble |

| Arbitro: | Wallace |

|           |           |  |
| Rizzo 61’ | Marcatori |  |

#### Fase a eliminazione diretta
| Arbitro: | Schiller |

|          |           |                      |
| Pace 31’ | Marcatori | 61’ Craven 99’ Burns |

## Statistiche

### Statistiche di squadra
Statistiche aggiornate al 12 giugno 1971.
| Competizione                | Punti | In casa | In casa | In casa | In casa | In casa | In casa | In trasferta | In trasferta | In trasferta | In trasferta | In trasferta | In trasferta | Totale | Totale | Totale | Totale | Totale | Totale | DR  |
| Competizione                | Punti | G       | V       | N       | P       | Gf      | Gs      | G            | V            | N            | P            | Gf           | Gs           | G      | V      | N      | P      | Gf     | Gs     | DR  |
| --------------------------- | ----- | ------- | ------- | ------- | ------- | ------- | ------- | ------------ | ------------ | ------------ | ------------ | ------------ | ------------ | ------ | ------ | ------ | ------ | ------ | ------ | --- |
| Serie A                     | 34    | 15      | 8       | 6       | 1       | 20      | 9       | 15           | 2            | 8            | 5            | 10           | 15           | 30     | 10     | 14     | 6      | 30     | 24     | +6  |
| Coppa Italia                | -     | 2       | 1       | 1       | 0       | 3       | 1       | 1            | 0            | 0            | 1            | 0            | 1            | 3      | 1      | 1      | 1      | 3      | 2      | +1  |
| Coppa delle Coppe           | -     | 1       | 0       | 1       | 0       | 1       | 1       | 1            | 0            | 1            | 0            | 0            | 0            | 2      | 0      | 2      | 0      | 1      | 1      | 0   |
| Coppa di Lega Italo-Inglese | -     | 1       | 1       | 0       | 0       | 1       | 0       | 1            | 0            | 1            | 0            | 2            | 2            | 2      | 1      | 1      | 0      | 3      | 2      | +1  |
| Coppa Anglo-Italiana        | 7     | 3       | 2       | 0       | 1       | 5       | 3       | 2            | 1            | 1            | 0            | 5            | 4            | 5      | 3      | 1      | 1      | 10     | 7      | +3  |
| Totale                      | -     | 22      | 12      | 8       | 2       | 30      | 14      | 20           | 3            | 11           | 6            | 17           | 22           | 42     | 15     | 19     | 8      | 47     | 36     | +11 |

### Statistiche dei giocatori
| Giocatore      | Serie A  | Serie A | Coppa Italia | Coppa Italia | Coppa delle Coppe | Coppa delle Coppe | Totale   | Totale |
| Giocatore      | Presenze | Reti    | Presenze     | Reti         | Presenze          | Reti              | Presenze | Reti   |
| -------------- | -------- | ------- | ------------ | ------------ | ----------------- | ----------------- | -------- | ------ |
| A. Adani       | 2        | -5      | ?            | ?            | -                 | -                 | 2+       | -5+    |
| M. Ardizzon    | 3        | 0       | ?            | ?            | -                 | -                 | 3+       | 0+     |
| F. Battisodo   | 14       | 0       | ?            | ?            | -                 | -                 | 14+      | 0+     |
| G. Bulgarelli  | 28       | 2       | ?            | ?            | 2                 | 0                 | 30+      | 2+     |
| F. Cresci      | 30       | 0       | ?            | ?            | 2                 | 0                 | 32+      | 0+     |
| A. Fedele      | 27       | 3       | ?            | ?            | 2                 | 0                 | 29+      | 3+     |
| P. Ghetti      | 2        | 0       | ?            | ?            | -                 | -                 | 2+       | 0+     |
| I. Gregori     | 25       | 1       | ?            | ?            | 2                 | 0                 | 27+      | 1+     |
| F. Janich      | 16       | 0       | ?            | ?            | 2                 | 0                 | 18+      | 0+     |
| F. Liguori     | 12       | 0       | ?            | ?            | 2                 | 0                 | 14+      | 0+     |
| B. Pace        | 29       | 1       | ?            | ?            | 2                 | 0                 | 31+      | 1+     |
| M. Perani      | 18       | 2       | ?            | ?            | 1                 | 0                 | 19+      | 2+     |
| R. Prini       | 7        | 0       | ?            | ?            | 1                 | 0                 | 8+       | 0+     |
| F. Rizzo       | 28       | 2       | ?            | ?            | 2                 | 0                 | 30+      | 2+     |
| T. Roversi     | 25       | 0       | ?            | ?            | 2                 | 0                 | 27+      | 0+     |
| G. Savoldi (I) | 28       | 15      | ?            | ?            | 2                 | 1                 | 30+      | 16+    |
| A. Scala       | 22       | 0       | ?            | ?            | 1                 | 0                 | 23+      | 0+     |
| G. Vastola     | 6        | 2       | ?            | ?            | -                 | -                 | 6+       | 2+     |
| G. Vavassori   | 29       | -19     | ?            | ?            | 2                 | -1                | 31+      | -20+   |